# Zgornje Tinsko
Zgornje Tinsko je naselje v Občini Šmarje pri Jelšah.